# Rafael Daniel
Rafael Daniel (São Paulo, 12 de dezembro de 1983) é um automobilista brasileiro.
Filho de pai argentino, disputou seletivas de kart antes de ingressar na Stock Light. Fez algumas provas da Stock Car pela equipe Scuderia 111 e, em 2008, disputou o campeonato pela equipe Pauta Racing, onde venceu duas provas consecutivas e conquistou o vice-campeonato.
Em 2009 integrou a equipe FTS Competições como companheiro de equipe do paranaense André Bragantini Júnior. Sagrou-se campeão da temporada vencendo apenas uma das nove provas disputadas no ano.
Foi companheiro de equipe do paulista Gustavo Sondermann em 2008. No dia 3 de abril de 2011, aos 29 anos, Sondermann sofreu um acidente fatídico em uma prova realizada no Autódromo de Interlagos, na Curva do Café.